# سانت أغناتيوس (مونتانا)
سانت أغناتيوس (بالإنجليزية: St. Ignatius, Montana)‏ هي بلدة تقع في مقاطعة ليك، مونتانا بولاية مونتانا في الولايات المتحدة. تبلغ مساحتها 1.45 (كم²)، وترتفع عن سطح البحر 896 م، بلغ عدد سكانها 842 نسمة في عام 2010 حسب إحصاء مكتب تعداد الولايات المتحدة وتصل الكثافة السكانية فيها 580.5 نسمة/كم2.

## التركيبة السكانية
قام مكتب تعداد الولايات المتحدة بتحديد بيانات التركيبة السكانية لسانت أغناتيوس في تعداد الولايات المتحدة. في ما يلي، التركيبة السكانية حسب تعدادي 2000 و2010.

### تعداد عام 2000
بلغ عدد سكان سانت أغناتيوس 788 نسمة بحسب تعداد عام 2000، وبلغ عدد الأسر 307 أسرة وعدد العائلات 194 عائلة مقيمة في البلدة. في حين سجلت الكثافة السكانية 1,509.1 نسمة لكل ميل مربع (582.7/كم2). وبلغ عدد الوحدات السكنية 328 وحدة بمتوسط كثافة قدره 628.1 نسمة لكل ميل مربع (242.5/كم2).
وتوزع التركيب العرقي للبلدة بنسبة 52.54% من البيض و 44.67% من الأمريكيين الأصليين و 0.13% من الأمريكيين ذوي الأصول الآسيوية و 0.13% من سكان جزر المحيط الهادئ و 2.28% من عرقين مختلطين أو أكثر.
بلغ عدد الأسر 307 أسرة كانت نسبة 34.5% منها لديها أطفال تحت سن الثامنة عشر تعيش معهم، وبلغت نسبة الأزواج القاطنين مع بعضهم البعض 40.4% من أصل المجموع الكلي للأسر، ونسبة 18.6% من الأسر كان لديها معيلات من الإناث دون وجود شريك، وكانت نسبة 36.8% من غير العائلات. تألفت نسبة 31.9% من أصل جميع الأسر من أفراد ونسبة 15.0% كانوا يعيش معهم شخص وحيد يبلغ من العمر 65 عاماً فما فوق. وبلغ متوسط حجم الأسرة المعيشية 3.27، أما متوسط حجم العائلات فبلغ 2.56.
بلغ العمر الوسطي للسكان 33 عاماً. وكانت نسبة 32.1% من القاطنين تحت سن الثامنة عشر، وكانت نسبة 9.3% بين الثامنة عشر والأربعة وعشرون عاماً، ونسبة 24.6% كانت واقعةً في الفئة العمرية ما بين الخامسة والعشرون حتى والأربعة وأربعون عاماً، ونسبة 21.7% كانت ما بين الخامسة والأربعون حتى الرابعة والستون، ونسبة 12.3% كانت ضمن فئة الخامسة والستون عاماً فما فوق. يوجد لكل 100 أنثى 84.5 ذكر، ويوجد لكل 100 أنثى في الثامنة عشر من عمرها فما فوق 74.8 ذكر.
بلغ متوسط دخل الأسرة في البلدة 25,682 دولار، أما متوسط دخل العائلة فبلغ 34,250 دولار. وكان متوسط دخل الذكور 30,804 دولار مقابل 24,844 دولار للإناث. وسجل دخل الفرد الخاص بالبلدة 12,336 دولار. وكانت نسبة 15.5% من العائلات ونسبة 19.5% من السكان تحت خط الفقر، وكان من هؤلاء نسبة 20.2% تحت سن الثامنة عشر ونسبة 17.6% في الخامسة والستين من العمر وما فوق.

### تعداد عام 2010
بلغ عدد سكان سانت أغناتيوس 842 نسمة بحسب تعداد عام 2010، وبلغ عدد الأسر 333 أسرة وعدد العائلات 210 عائلة مقيمة في البلدة. في حين سجلت الكثافة السكانية 1,503.6 نسمة لكل ميل مربع (580.5/كم2). وبلغ عدد الوحدات السكنية 369 وحدة بمتوسط كثافة قدره 658.9 لكل ميل مربع (254.4/كم2).
وتوزع التركيب العرقي للبلدة بنسبة 48.3% من البيض و 42.4% من الأمريكيين الأصليين و 0.1% من سكان جزر المحيط الهادئ و 0.2% من الأمريكيين الأفارقة و 8.7% من عرقين مختلطين أو أكثر.
بلغ عدد الأسر 333 أسرة كانت نسبة 37.5% منها لديها أطفال تحت سن الثامنة عشر تعيش معهم، وبلغت نسبة الأزواج القاطنين مع بعضهم البعض 36.0% من أصل المجموع الكلي للأسر، ونسبة 21.0% من الأسر كان لديها معيلات من الإناث دون وجود شريك، بينما كانت نسبة 6.0% من الأسر لديها معيلون من الذكور دون وجود شريكة وكانت نسبة 36.9% من غير العائلات. تألفت نسبة 31.5% من أصل جميع الأسر من أفراد ونسبة 17.1% كانوا يعيش معهم شخص وحيد يبلغ من العمر 65 عاماً فما فوق. وبلغ متوسط حجم الأسرة المعيشية 3.18، أما متوسط حجم العائلات فبلغ 2.53.
بلغ العمر الوسطي للسكان 35 عاماً. وكانت نسبة 30.2% من القاطنين تحت سن الثامنة عشر، وكانت نسبة 7.8% بين الثامنة عشر والأربعة وعشرون عاماً، ونسبة 22.6% كانت واقعةً في الفئة العمرية ما بين الخامسة والعشرون حتى والأربعة وأربعون عاماً، ونسبة 24.6% كانت ما بين الخامسة والأربعون حتى الرابعة والستون، ونسبة 14.8% كانت ضمن فئة الخامسة والستون عاماً فما فوق. وتوزع التركيب الجنسي للسكان بنسبة 48.2% ذكور و51.8% إناث.

## وصلات خارجية
- The US50 - Cities and Towns in Montana State
- Montana Cities and Towns, Facts, Map, Flag, Colleges, Government, and More